# Trzciany (województwo kujawsko-pomorskie)
Trzciany (niem. Zahn) – wieś w Polsce położona w województwie kujawsko-pomorskim, w powiecie sępoleńskim, w gminie Sępólno Krajeńskie.
W latach 1975–1998 miejscowość położona była w województwie bydgoskim. Według Narodowego Spisu Powszechnego (III 2011 r.) liczyła 253 mieszkańców. Jest trzynastą co do wielkości miejscowością gminy Sępólno Krajeńskie.

## Zabytki
Według rejestru zabytków NID na listę zabytków wpisany jest zespół dworski z 1. połowy XIX w., XX w., nr rej.: A/31/1-2 z 28.12.2000:
- dwór, 1. połowa XIX w., po roku 1888
- park